# لو دوایون
لو دوایون (فرانسوی: Lou Doillon‎؛ زادهٔ ۴ سپتامبر ۱۹۸۲) هنرپیشه، خواننده و مدل اهل فرانسه است.
از فیلم‌ها یا برنامه‌های تلویزیونی که وی در آن نقش داشته‌است می‌توان به جعبه‌ها، بد کمپانی، هرکس را که می‌خواهید ببوسید، برو برو قصه‌ها و خواهران اشاره کرد.